# Perle (hop)
Perle is een hopvariëteit, gebruikt voor het brouwen van bier.
Deze hopvariëteit is een “aromahop”, bij het bierbrouwen voornamelijk gebruikt vanwege zijn aromatische eigenschappen. Deze Duitse hopvariëteit werd gekweekt van de Northern Brewer variëteit, in het Hopfenforschungszentrum Hüll te Wolnzach, Beieren.

## Kenmerken
- Alfazuur: 5 – 9%
- Bètazuur: 3,5 – 5,5%
- Eigenschappen: